# Tweede Kamerverkiezingen 2023/Kandidatenlijst/BBB
Dit is de kandidatenlijst voor de Tweede Kamerverkiezingen van 2023 van de BoerBurgerBeweging (BBB) zoals die op 13 oktober 2023 is vastgesteld door de Kiesraad.

## Landelijke kandidaten
- vet: verkozen
- schuin: voorkeurdrempel overschreden

1. Caroline van der Plas - 387.494 stemmen
2. Mona Keijzer - 43.005
3. Gijs Tuinman - 5.834
4. Henk Vermeer - 2.526
5. Lilian Helder - 4.518
6. Cor Pierik - 2.181
7. Claudia van Zanten - 1.760
8. Jean Rummenie - 342
9. Nicki Pouw-Verweij - 2.469
10. Mariska Rikkers-Oosterkamp[a] - 2.656
11. Marieke Wijen-Nass[a] - 2.744
12. Martin Oostenbrink - 281
13. Jasper Rekers[b] - 862
14. Alexander Hendriks - 417
15. Christine Govaert - 1.784
16. Laurens van Vliet - 959
17. Herma Hemmen - 3.019
18. Kees van Vuuren - 548
19. Saskia van der Meer - 1.284
20. Kitty Stoop - 703
21. Andrea van Veen - 632
22. Jan-Sebastian van Lissum - 167
23. Erik Stegink - 2.032
24. Florian Huiskamp - 1.096
25. Derk Jan Eppink - 552
26. Haidy Hankers (niet in kieskring 17) - 449
27. Nils Berghout - 190
28. Gerlof Roubos - 559
29. Jordy Evers - 342
30. Marcel Sijbolts - 472
31. Willem Poppe - 430
32. Jan Swaag - 526
33. Derk-Evert Waalkens - 885
34. Ines de Ridder - 457
35. Wim Jaspers - 812
36. Eric Floors - 132
37. Joke Luitwieler-Bosma - 304
38. Inge Rood - 350
39. Madelon van Noort - 202
40. Koos Cromwijk - 351
41. Jeroen van Wijk - 250
42. Lianne Bos-Zandstra - 559
43. Nicole Egelmeers - 447
44. Ad Baltus - 288
45. Petra van der Wereld-Verkerk - 217
46. Loretta Schoone - 343
47. Jo Spätgens - 330
48. Duncan Zeedzen - 135

## Regionale kandidaten
De plaatsen 49 en 50 op de lijst waren per kieskring verschillend ingevuld. Daarnaast week de nummer 26 in kieskring 17 (Tilburg) af van de landelijke lijst.

### Groningen
1. Klaas Kiewiet - 188
2. Gouke Moes - 200

### Leeuwarden
1. Sander Bouma - 511
2. Auke Talsma - 496

### Assen
1. Harry Schuiling - 199
2. Robbert Wielink - 209

### Zwolle
1. Hans Hartholt - 114[c]
2. Sanne Winkels - 284

### Lelystad
1. Niels Beijer - 87
2. Richard Vedder - 15[d]

### Nijmegen
1. Petra van Kuilenburg - 186
2. Richard Vedder - 12[d]

### Arnhem
1. Joost Olthof - 856
2. Richard Vedder - 179[d]

### Utrecht
1. Hugo Smink - 75
2. Siddartha Karaya - 95

### Amsterdam
1. Walter Hellebrand - 6[e]
2. Gina Kattenberg - 12[f]

### Haarlem
1. Cees Kramer - 46
2. Gina Kattenberg - 85[f]

### Den Helder
1. Evert Lassche - 162
2. Tim van der Mark - 251

### 's-Gravenhage
1. Ellis Bulk - 5
2. Dik Kruijthoff - 17[g]

### Rotterdam
1. Mariëlle de Jong - 110
2. Dik Kruijthoff - 9[g]

### Dordrecht
1. Annemieke de Haan - 26[h]
2. Dik Kruijthoff - 139[g]

### Leiden
1. Annemieke de Haan - 100[h]
2. Joost Bleijie - 93

### Middelburg
1. Sebastiaan Keijmel - 115
2. Robbert Lievense - 180

### Tilburg
1. Hans Hartholt - 0[c]
2. Marco Havermans - 224
3. Monique Flipsen-Verhagen - 296

### 's-Hertogenbosch
1. Robert Verhulst - 184
2. Dirk Buis - 423

### Maastricht
1. Werner Eussen - 79
2. John Huizing - 289

### Bonaire
1. Walter Hellebrand - 99[e]

2021 · 2023
VVD · D66 · GroenLinks-PvdA · PVV · CDA · SP · Forum voor Democratie · Partij voor de Dieren · ChristenUnie · Volt · JA21 · SGP · DENK · 50PLUS · BBB · BIJ1 · Piratenpartij - De Groenen · BVNL / Groep Van Haga · Nieuw Sociaal Contract · Splinter · Libertaire Partij · LEF - Voor de Nieuwe Generatie · Samen voor Nederland · Nederland met een PLAN · PartijvdSport · Politieke Partij voor Basisinkomen